# Idaea bimaculata
Idaea bimaculata là một loài bướm đêm trong họ Geometridae.